# جويل ويست فلوود
جويل ويست فلوود هو محامي وقاضي وسياسي أمريكي، ولد في 2 أغسطس 1894 في مقاطعة أبوماتوكس في الولايات المتحدة، وتوفي في 27 أبريل 1964 في ريتشموند في الولايات المتحدة. نشط حزبياً في الحزب الديمقراطي. وقد انتخب عضو مجلس نواب الولايات المتحدة عن ولاية فرجينيا ‏ وانتخب عضو مجلس النواب الأمريكي ‏.